# Wilder Cartagena
Wilder José Cartagena Mendoza (nascido em 23 de setembro de 1994) é um jogador que atua como volante peruano de futebol que joga pelo Godoy Cruz.

## Carreira
Foi convocado para defender a Seleção Peruana de Futebol na Copa do Mundo de 2018.